# Rocce Alte
Le Rocce Alte o Rocce Alte del Losas (2.837 m s.l.m.) sono una montagna delle Alpi Cozie che si trova in Piemonte (Provincia di Cuneo).

## Descrizione

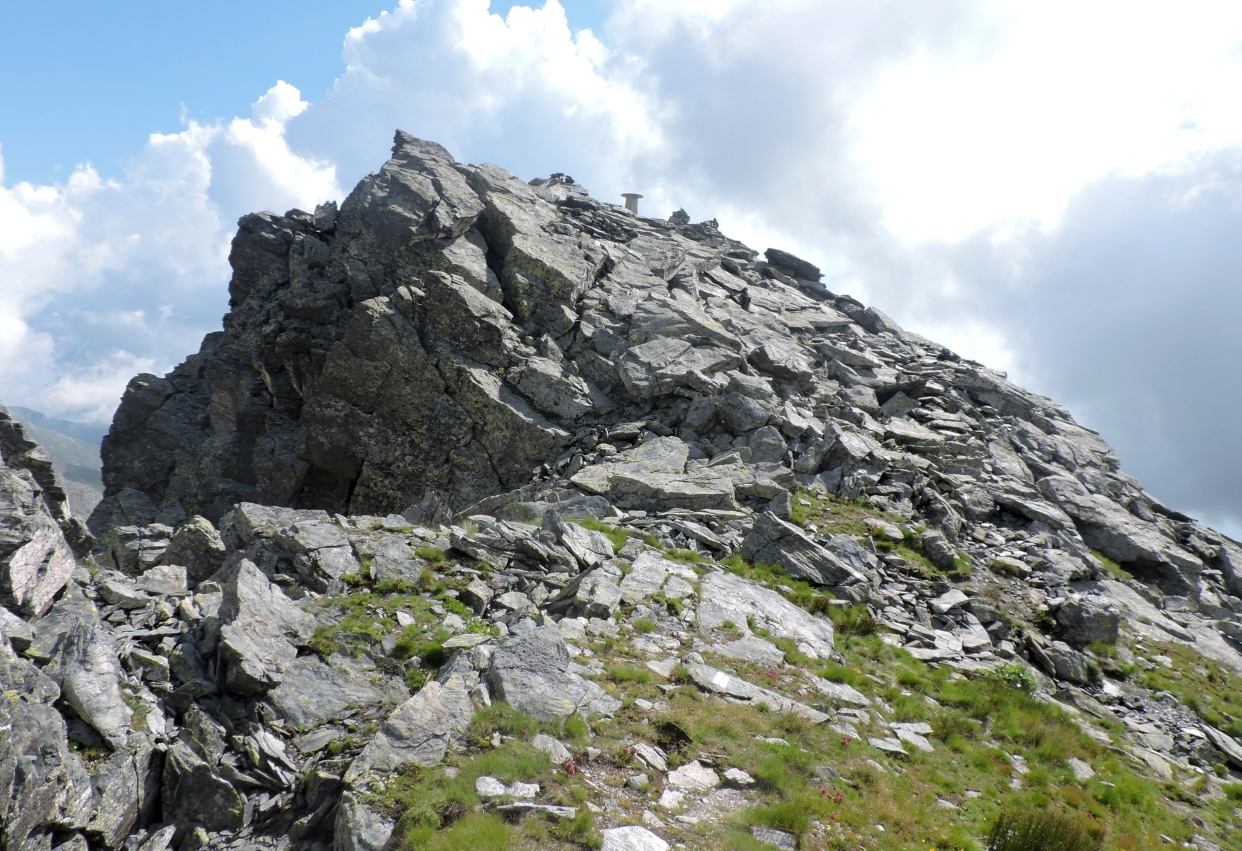
La cima della montagna

La montagna si trova su un breve costolone che si stacca dalla catena principale alpina in corrispondenza della Punta Udine. La sella sulla quale sorge il rifugio Vitale Giacoletti (2.741 m) la separa dal resto del Gruppo del Monviso. Amministrativamente le Rocce Alte si trovano in comune di Crissolo.

## Salita alla vetta
In genere la vetta viene raggiunta, partendo dal rifugio Vitale Giacoletti, per una traccia di sentiero segnata; la difficoltà della salita è valutata di grado E (escursionismo medio). Sulla montagna sono però anche state aperte alcune vie di arrampicata.

## Cartografia
- Cartografia ufficiale italiana dell'Istituto Geografico Militare (IGM) in scala 1:25.000 e 1:100.000, consultabile on line
- Istituto Geografico Centrale - Carta dei sentieri 1:50.000 n.6 "Monviso"
- Fraternali editore, Carta dei sentieri e stradale 1:25.000 n.10 "Valle Po Monviso"